# Posterunek pomocniczy
Posterunek pomocniczy jest to posterunek ruchu urządzony na szlaku przy odgałęzieniu bocznicy w celu umożliwienia wjazdu i wyjazdu pociągu z bocznicy z zachowaniem pełnego bezpieczeństwa ruchu.
Posterunek pomocniczy nie jest wyposażony w semafory i bierze udział w zapowiadaniu pociągów obsługujących bocznicę przy której się znajduje.